# Lymantria aomoriensis
Lymantria aomoriensis är en fjärilsart som beskrevs av Matsumura 1921. Lymantria aomoriensis ingår i släktet Lymantria och familjen tofsspinnare. Inga underarter finns listade i Catalogue of Life.